# Район 6 (Хошимин)
Район 6 (вьет. Quận 6) — городской район Хошимина, Вьетнам. По состоянию на 2010 год, в районе проживает 253 474 человек. Площадь района составляет 7 км².

## Географическое положение
Район 6 граничит с районом 11 и районом Танфу на севере, районом 5 на востоке, районом 8 на юге и районом Биньтан на западе.

## Административное деление
Район 6 разделён на 14 городских кварталов (phường):

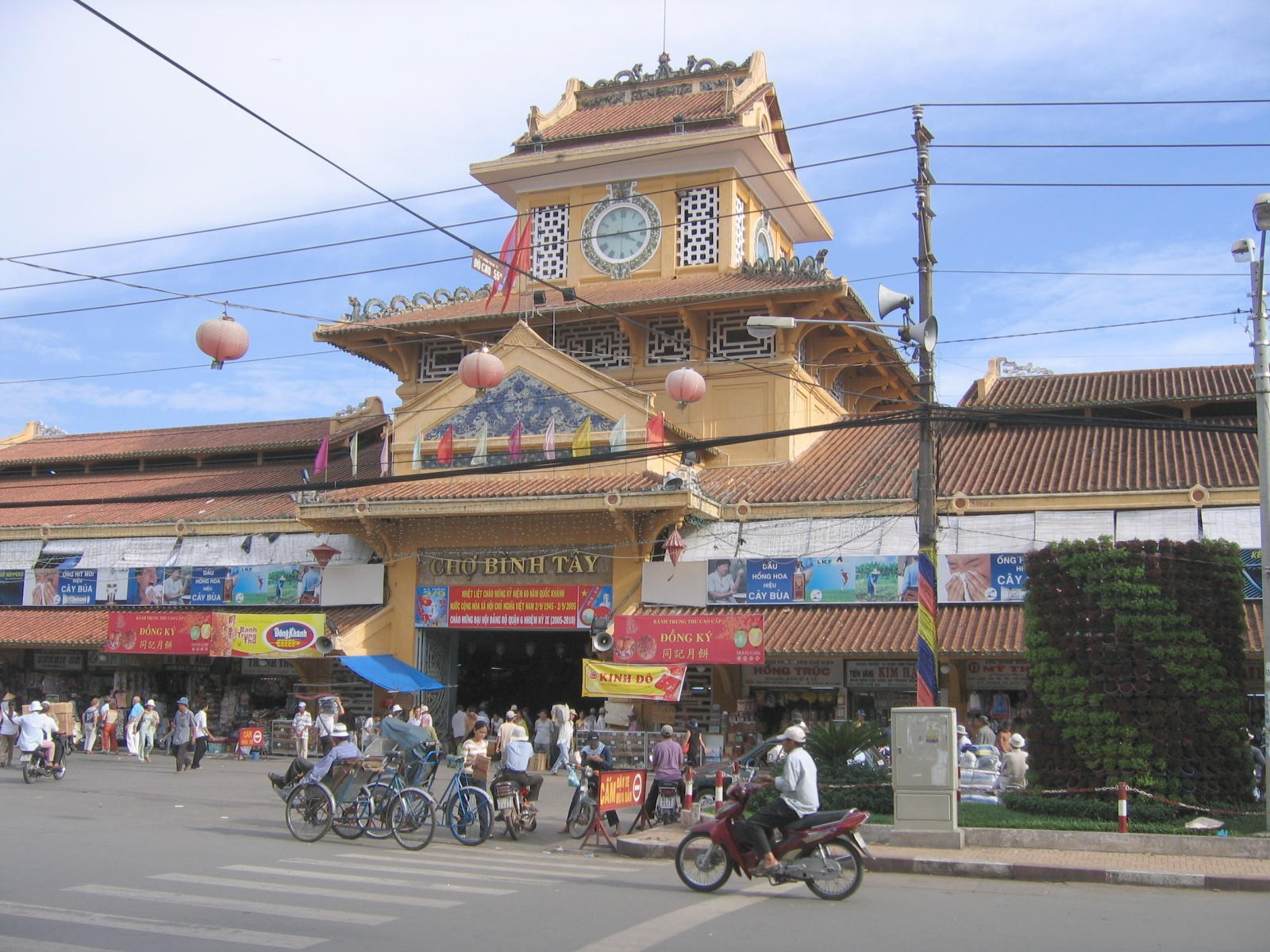
Рынок Биньтай в квартале Тёлон, район 6

| - Квартал 1 - Квартал 2 - Квартал 3 - Квартал 4 - Квартал 5 - Квартал 6 - Квартал 7 | - Квартал 8 - Квартал 9 - Квартал 10 - Квартал 11 - Квартал 12 - Квартал 13 - Квартал 14 |

## Достопримечательности
В районах 5 и 6 расположена китайская слобода Тёлон, в котором обосновалась община китайской народности Хоа. В районе 6 расположен рынок Биньтай (вьет. Chợ Bình Tây), являющийся центральным рынком района.